# The Secret Sisters
The Secret Sisters es un dúo estadounidense de cantantes y compositoras formado por las vocalistas Laura Rogers y Lydia Slagle. La música del dúo se ha comparado con la de artistas míticos como The Everly Brothers.

## Trayectoria

### Principios
Laura y Lydia Rogers son dos hermanas originarias de Muscle Shoals, Alabama. Con un amor por la música proveniente de ambos lados de su familia (su abuelo y sus hermanos forjaron un grupo llamado The Happy Valley Boys), crecieron con un gran celo por la música country e interpretaron canciones con su familia de artistas de la música country como Don Williams. De niñas aprendieron por primera vez a armonizar cantando a capela en la iglesia de su ciudad natal. Laura y Lydia nunca consideraron emprender una carrera como dúo. Laura fue a la Universidad Estatal de Middle Tennessee para seguir una carrera empresarial, mientras que Lydia fue considerada la cantante "real" de la familia.

### 2010: Descubrimiento y álbum de debut
Laura viajó a Nashville, Tennessee para una audición improvisada en el Hotel Indigo, donde estaban presentes el ejecutivo musical Andrew Brightman y el productor Dave Cobb, buscando crear un nuevo grupo vocal. Lydia no pudo asistir a la audición, por lo que Laura viajó sola, donde en la audición cantó la canción "Same Old You" de Miranda Lambert. Los representantes presentes en la audición pronto le pidieron que regresara a Nashville, a lo que ella preguntó si podía llevar a su hermana Lydia. Lydia apareció más tarde y se les pidió que cantaran juntas, resultando en la formación de The Secret Sisters. Las chicas pronto volaron a Los Ángeles para entrar por primera vez en un estudio para grabar un par de demos. Para Laura, era la primera vez que volaba en un avión. Se produjeron las demos y las compañías discográficas comenzaron a responder en consecuencia. En pocas semanas, fueron asignados a Universal Republic Records y comenzó el proceso de selección de canciones para su álbum de debut.
Su álbum debut homónimo consta de versiones de canciones como "Why Don't Ya Love Me?", "Why Baby Why", la canción de Frank Sinatra "Somethin 'Stupid" y la de Nancy Baron, "I've Got a Feeling"  El álbum también incluye dos temas originales escritos por Laura Rogers: "Tennessee Me" y "Waste the Day". Fue grabado en dos semanas en los Blackbird Studios y producido por Dave Cobb, quien ha trabajado con artistas como Waylon Jennings y Jamey Johnson. T Bone Burnett actuó como productor ejecutivo.
The Secret Sisters llevaron músicos de estudio como el guitarrista Robbie Turner y el pianista Pig Robbins. El álbum fue grabado con un equipo analógico clásico. El equipo de producción y las hermanas utilizaron micrófonos antiguos y técnicas de grabación clásicas, hasta el mismo tipo de cinta que habrían usado cincuenta años antes. El álbum fue lanzado el 12 de octubre de 2010. Laura trató de describir la experiencia: "De muchas maneras seguimos siendo las mismas niñas que cantaban canciones en la casa de nuestros padres, cuando cantábamos sobre hilos de plata y agujas de oro y serpientes de corazón frío, y todo eso. Incluso con todo lo que ha sucedido, tener la oportunidad soñada de hacer nuestro propio álbum, realmente creo que acabamos de encontrar el sitio donde se supone que debemos estar".
Además de su álbum debut, grabaron versiones de " Big River " de Johnny Cash y la canción tradicional " Wabash Cannonball " en el estudio de Jack White, con White acompañándolas a la guitarra. Estos temas fueron lanzados como sencillo de 7 pulgadas a través de Third Man Records.
Su canción "Tomorrow Will Be Kinder", inspirada en los tornados que azotaron Alabama en 2011, apareció en el álbum The Hunger Games: Songs From District 12 and Beyond, aunque la canción no apareció en la película.

### 2014:Put Your Needle Down (Baja la aguja)
El dúo grabó su segundo álbum en diciembre de 2012 y enero de 2013 en Village Recording Studios, Los Ángeles, con T Bone Burnett como productor.
El álbum, Put Your Needle Down, fue lanzado el 15 de abril de 2014. Debutó en el n. ° 110 en el Billboard 200 y en el n.° 18 en la lista Top Country Albums con 3.700 copias vendidas en su semana de debut. Las críticas fueron mixtas. Varios críticos expresaron su decepción con la producción y composición del álbum.

### 2015: Descartadas por Republic Universal Records
Las Secret Sisters fueron descartadas de Republic Universal Records en 2015. En ese momento, el dúo no podía pagar a una banda para salir de gira y pronto se enfrentó a la bancarrota. Como se informó en Rolling Stone, "Hubo una demanda contra un ex gerente, la sombra de la inminente bancarrota y la pérdida de su contrato discográfico tras el fracaso comercial de su segundo álbum, Put Your Needle Down de 2014. Todo resultó en un sentimiento dominante de desesperación tanto para Laura como para Lydia". Todos estos desafíos causaron un bloqueo importante en la composición del dúo. Debido a estos reveses financieros y artísticos, regresaron a su hogar en Alabama y consideraron dejar la música por completo.
Durante el otoño de 2015, la cantautora Brandi Carlile invitó a las hermanas Rogers a abrir los espectáculos para ella, incluidos dos notables conciertos en Seattle. Durante la prueba de sonido, Laura y Lydia probaron "Tennessee River Runs Low", una nueva canción que eventualmente terminaría como el sencillo principal de You Don't Own Me Anymore. Carlile había estado escuchando desde los asientos del auditorio y gritó con entusiasmo, animando al dúo a compartir el resto de las canciones que habían escrito recientemente. Como consecuencia Carlile se convirtió en productora de su próximo álbum.

### 2017:You Don't Own Me Anymore (Ya no me posees)
El tercer álbum de las hermanas, You Don't Own Me Anymore, fue producido por Brandi Carlile y Tim y Phil Hanseroth, mezclado por la ganadora del Grammy Trina Shoemaker y grabado por Jerry Streeter en el Bear Creek Studio en Woodinville, WA (excepto la pista "The Damage", que fue grabada por Josh Evans en el HokeyTalkter Studio en Seattle, WA. ) Con el fin de financiar el nuevo álbum, las hermanas lanzaron una exitosa campaña PledgeMusic que recaudó el 50% de su objetivo en solo 48 horas (y lo superó en poco más de un mes) con casi 1.500 fans que se ofrecieron para ayudarlas personalmente. El álbum fue lanzado en New West Records el 9 de junio de 2017. Alcanzó su punto máximo en el número 40 en la tabla de Top Álbum de ventas Billboard en julio de 2017.
El álbum consta de canciones como "Él está bien", "Para todas las chicas que lloran", "Mississippi", "El río Tennessee corre bajo" y "Ya no eres dueño de mí".
The Secret Sisters fueron de gira en 2017 en apoyo de su nuevo disco. La gira se lanzó el 13 de mayo en su ciudad natal de Florence, Alabama y continuó hasta finales de 2017.
El álbum también obtuvo la primera nominación al Grammy del dúo, en la categoría de Premio Grammy al Mejor Álbum Folklórico, aunque perdieron ante Aimee Mann por su álbum Mental Illness.

### 2020:Saturn Return (Regreso de Saturno)
Carlile y los gemelos Hanseroth produjeron nuevamente el cuarto álbum de las hermanas, Saturn Return, que se lanzó el 28 de febrero de 2020. Al igual que con su disco anterior, You Don't Own Me Anymore, las pistas de Saturn Return se grabaron en el estudio casero de Brandi Carlile cerca de Seattle. Entre la finalización de la grabación del álbum a principios de 2019 y su lanzamiento en febrero de 2020, tanto Laura como Lydia dieron a luz a niños; como dijo Lydia en una entrevista con Rolling Stone, "Las canciones de este disco siempre se sentirán como esa foto de la suerte que capturas accidentalmente, en el momento justo, con la luz adecuada ... porque nos documentó para siempre como mujeres antes de que la página se convirtiera en un nuevo capítulo: maternidad, edad adulta, dolor de los adultos, identidad profesional, identidad cultural, amor de por vida".  Rolling Stone elogió Saturn Return como una "impresionante obra de soul country" y le dio al álbum una reseña de cuatro estrellas. American Songwriter también le dio al álbum 4/5 estrellas, describiendo Saturn Return como "simplemente estelar" y "bellamente concebido, a menudo introspectivo".

## Discografía

### Álbumes
| Título                                        | Detalles                                                                                 | Posiciones en la tabla | Posiciones en la tabla | Posiciones en la tabla |
| Título                                        | Detalles                                                                                 | EE. UU. COUNTRY <br /> | USA <br /> HEAT <br /> | USA <br /> FOLK <br /> |
| --------------------------------------------- | ---------------------------------------------------------------------------------------- | ---------------------- | ---------------------- | ---------------------- |
| The secret sisters                            | - Fecha de lanzamiento: 12 de octubre de 2010 - Discográfica: Universal Republic Records | 27                     | 3                      | 8                      |
| Baja tu aguja                                 | - Fecha de lanzamiento: 15 de abril de 2014 - Discográfica: Republic Records             | 18                     | 1                      | 3                      |
| Ya no me posees                               | - Fecha de lanzamiento: 9 de junio de 2017 - Discográfica: New West Records              | 30                     | 3                      | 7                      |
| Regreso de Saturno                            | - Fecha de lanzamiento: 28 de febrero de 2020 - Discográfica: New West Records           | -                      | 25                     | -                      |
| "-" indica lanzamientos que no se registraron |                                                                                          |                        |                        |                        |

### Singles
| Año  | Único                         | Álbum              |
| ---- | ----------------------------- | ------------------ |
| 2010 | "Tengo un sentimiento"        | The secret sisters |
| 2013 | "Que haya soledad"            | Baja tu aguja      |
| 2014 | "Rattle My Bones"             | Baja tu aguja      |
| 2014 | "Iuka"                        | Baja tu aguja      |
| 2014 | "Mentira sucia"               | Baja tu aguja      |
| 2014 | "Negro y azul"                | Baja tu aguja      |
| 2014 | "La navaja de bolsillo"       | Baja tu aguja      |
| 2017 | "El río Tennessee corre bajo" | Ya no me posees    |
| 2017 | "Él está bien"                | Ya no me posees    |
| 2017 | "Ya no eres dueño de mí"      | Ya no me posees    |
| 2019 | "Cabina"                      | Regreso de Saturno |
| 2019 | "Hold You Dear"               | Regreso de Saturno |
| 2020 | "Entrega mi corazón"          | Regreso de Saturno |
| 2020 | "Flor tardía"                 | Regreso de Saturno |

### Apariciones en álbumes
| Año  | Canción                         | Álbum |
| ---- | ------------------------------- | --- |
| 2011 | "Boleto de ida a la luna"       | The Blackbird Diaries (álbum de Dave Stewart)                                                            |
| 2011 | "Vino de campo"                 | The Blackbird Diaries (álbum de Dave Stewart)                                                            |
| 2011 | "The One I Love Is Gone (Live)" | T-Bone Burnett presenta The Speaking Clock Revue: Live From The Beacon Theatre (álbum de T-Bone Burnett) |
| 2012 | "Mañana será otro día"          | Los juegos del hambre: canciones del distrito 12 y más allá                                              |
| 2012 | " Peggy Gordon "                | Voice of Ages (álbum de The Chieftains)                                                                  |
| 2013 | "No será muy largo"             | A todas las chicas. . (Álbum de Willie Nelson)                                                           |
| 2016 | "Ya he pasado por esto antes"   | Beulah (álbum de John Paul White)                                                                        |
| 2016 | "Cosas peligrosas"              | Cosas peligrosas (álbum de Dan Layus                                                                     |
| 2016 | "Cuatro anillos"                | Cosas peligrosas (álbum de Dan Layus                                                                     |
| 2016 | "Puedes tener el mio"           | Cosas peligrosas (álbum de Dan Layus                                                                     |
| 2016 | "Solo se vuelve más oscuro"     | Cosas peligrosas (álbum de Dan Layus                                                                     |
| 2016 | "El pájaro nocturno"            | Cosas peligrosas (álbum de Dan Layus                                                                     |
| 2017 | "Perdiendo el corazón"          | Historias de portada (álbum de Brandi Carlile)                                                           |